# Hoplitis hierichonica
Hoplitis hierichonica is een vliesvleugelig insect uit de familie Megachilidae. De wetenschappelijke naam van de soort is voor het eerst geldig gepubliceerd in 1949 door Mavromoustakis.